# Gravitacijska vremenska dilatacija
Gravitacijska vremenska dilatacija oblik je vremenske dilatacije, stvarne razlike vremena koje je prošlo između dvaju događaja prema mjerenjima promatrača koji se nalaze na promjenljivim udaljenostima od gravitacijske mase. Što je snažniji gravitacijski potencijal (bliži sat prema izvoru gravitacije), vrijeme sporije prolazi. Albert Einstein izvorno je predvidio ovaj efekt u svojoj teoriji relativnosti i poslije su ga potvrdila testiranja opće teorije relativnosti.
Ovo je pokazano tako što su atomski satovi na različitim visinama (i prema tome na mjestima drukčijeg gravitacijskog potencijala) pokazali drukčija vremena. Efekti otkriveni u takvim pokusima su krajnje mali. Razlike su izmjerene tek u nanosekundama.
Gravitacijsku vremensku dilataciju prvi je opisao Albert Einstein 1907. godine kao posljedicu posebne relativnosti u ubrzanim referentnim okvirima. U općoj teoriji relativnosti, prolazak vlastitog vremena na različitim položajima opisan je metričkim tenzorom prostorvremena. Postojanje gravitacijske vremenske dilatacije prvi je put izravno dokazao pokus Pounda i Rebke.
Izravna posljedica gravitacijske vremenske dilatacije je gravitacijski crveni pomak. Kako se objekt pomiče od izvora gravitacijskog polja, stopa po kojoj vrijeme prolazi raste u odnosi na slučaj kad je objekt blizu izvora. Budući da je frekvencija inverzna vremenu, točnije, vremenu potrebnom za dovršenje jedne valne oscilacije, frekvencija elektromagnetskog zračenja je smanjena u području višeg gravitacijskog potencijala (primjerice, ekvivalentno, nižeg gravitacijskog polja).